# Anillidris bruchi
Anillidris là một chi kiến chứa một loài duy nhất là Anillidris bruchi. Chi này từng có tên đồng nghĩa với Linepithema, nhưng nó đã được tách biệt bởi Shattuck (1992).